# Liste der Stolpersteine in Kronach
Diese Liste der Stolpersteine in Kronach enthält die Stolpersteine, die im Rahmen des gleichnamigen Kunstprojekts von Gunter Demnig in der oberfränkischen Stadt Kronach und in deren Gemeindeteilen verlegt wurden. Mit ihnen soll jüdischen Opfern des Nationalsozialismus gedacht werden, die in Kronach lebten und wirkten.
Auf der Oberseite der Betonquader mit zehn Zentimeter Kantenlänge ist eine Messingtafel verankert, die Auskunft über Namen, Geburtsjahr und Schicksal der Personen gibt, derer gedacht werden soll. Die Steine sind in der Regel in den Bürgersteig vor den letzten frei gewählten Wohnhäusern der Opfer der nationalsozialistischen Gewaltherrschaft eingelassen. Die ersten 16 Stolpersteine wurden am 17. September 2017 verlegt, weitere neun Steine folgten am 18. Juli 2018. Der bislang letzte Stolperstein wurde am 16. Juli 2022 verlegt.
| Adresse                                    | Name               | Leben | Verlegedatum       | Inschrift | Bild |
| ------------------------------------------ | ------------------ | --- | ------------------ | --- | ---- |
| Adolf-Kolping-Straße 8 (Standort)          | Julius Strauß      | Der am 20. August 1901 in Kronach geborene Julius Strauß litt an Depressionen und wurde deshalb bereits mit 18 Jahren erstmals in ein Sanatorium eingewiesen. Auf Veranlassung seiner Verwandten kam er im Juni 1925 in die Heil- und Pflegeanstalt Kutzenberg. Wie bereits bei seinem Vater wurde bei Julius Strauß eine Bipolare Störung diagnostiziert, weshalb er wenige Monate nach seiner Entlassung im März 1927 erneut nach Kutzenberg gebracht wurde. Sein zweiter Aufenthalt dort dauerte annähernd zwölfeinhalb Jahre, bevor er am 14. September 1940 als einer von zehn jüdischen Menschen von Kutzenberg in die Anstalt Eglfing-Haar in Oberbayern verlegt wurde. Sechs Tage darauf wurde Julius Strauß in die Tötungsanstalt Hartheim in Oberösterreich gebracht, wo er im Rahmen der sogenannten Aktion T4 ermordet wurde. | 18. Juli 2018      | HIER WOHNTE JULIUS STRAUSS JG. 1901 EINGEWIESEN 1927 HEILANSTALT KUTZENBERG ‘VERLEGT’ 20.9.1940 SCHLOSS HARTHEIM ERMORDET 20.9.1940 'AKTION T4'                        |      |
| Adolf-Kolping-Straße 11 (Standort)         | Emil Adler         | Emil Adler wurde am 3. Februar 1903 in Kronach geboren. Er war das einzige Kind des Kaufmanns Leopold Adler und dessen Ehefrau Rosa, geborene Krell. Emil Adler besuchte in Kronach die Realschule und absolvierte danach eine kaufmännische Ausbildung. Nach dem Tod des Vaters im Oktober 1930 führte er zunächst gemeinsam mit seiner Mutter Rosa das von ihr gegründete Textilgeschäft „Geschwister Krell“ in der Bahnhofstraße weiter, bevor er nach dem Tod der Mutter im August 1932 alleiniger Inhaber wurde. Nach der „Machtergreifung“ der Nationalsozialisten gehörte Adler vermutlich zu einer Reihe jüdischer Geschäftsleute, die bereits im März oder April 1933 in „Schutzhaft“ genommen wurden. Noch im selben Jahr musste er auf Druck des NS-Regimes sein Geschäft verkaufen. Er verließ Kronach und ging nach Berlin, wo er 1934 Charlotte Mayer heiratete. Zusammen mit seiner Ehefrau gelang ihm im Juli 1936 die Ausreise nach Argentinien. Emil Adler starb dort am 25. Juni 1976. | 18. Juli 2018      | HIER WOHNTE EMIL ADLER JG. 1903 ‘SCHUTZHAFT’ 1933 GEFÄNGNIS KRONACH UNFREIWILLIG VERZOGEN 1933 BERLIN FLUCHT 1936 ARGENTINIEN                                          |      |
| Alte Ludwigsstädter Straße 5 (Standort)    | Bernhard Böhm      | Bernhard Böhm kam am 12. Dezember 1883 in Oberlangenstadt zur Welt. Im Jahr 1920 heiratete er die am 24. Dezember 1883 in Bad Brückenau geborene Hedwig Frank. Die Eheleute lebten bis 1929 in Oberlangenstadt und zogen dann mit der gemeinsamen Tochter Helene nach Kronach in die Johann-Nikolaus-Zitter-Straße, wo Bernhard Böhm ein Textilgeschäft eröffnete, und später in die Alte Ludwigsstädter Straße 5. Im Jahr 1937 zogen Hedwig und ihr Mann Bernhard zu Hedwigs Mutter in die Augustinerstraße 4 in Würzburg; Tochter Helene lebte bereits seit 1934 bei Verwandten in Würzburg. Am 27. November 1941 wurden die Eheleute in das Lager Jungfernhof bei Riga deportiert, wo beide entweder erfroren sind oder zusammen mit einem Großteil der Häftlinge im März 1942 bei der Aktion Dünamünde im Wald von Biķernieki erschossen wurden. | 18. Juli 2018      | HIER WOHNTE BERNHARD BÖHM JG. 1883 UNFREIWILLIG VERZOGEN 1937 WÜRZBURG DEPORTIERT 1942 RIGA ERMORDET                                                                   |      |
| Alte Ludwigsstädter Straße 5 (Standort)    | Hedwig Böhm        | Bernhard Böhm kam am 12. Dezember 1883 in Oberlangenstadt zur Welt. Im Jahr 1920 heiratete er die am 24. Dezember 1883 in Bad Brückenau geborene Hedwig Frank. Die Eheleute lebten bis 1929 in Oberlangenstadt und zogen dann mit der gemeinsamen Tochter Helene nach Kronach in die Johann-Nikolaus-Zitter-Straße, wo Bernhard Böhm ein Textilgeschäft eröffnete, und später in die Alte Ludwigsstädter Straße 5. Im Jahr 1937 zogen Hedwig und ihr Mann Bernhard zu Hedwigs Mutter in die Augustinerstraße 4 in Würzburg; Tochter Helene lebte bereits seit 1934 bei Verwandten in Würzburg. Am 27. November 1941 wurden die Eheleute in das Lager Jungfernhof bei Riga deportiert, wo beide entweder erfroren sind oder zusammen mit einem Großteil der Häftlinge im März 1942 bei der Aktion Dünamünde im Wald von Biķernieki erschossen wurden. | 18. Juli 2018      | HIER WOHNTE HEDWIG BÖHM GEB. FRANK JG. 1883 UNFREIWILLIG VERZOGEN 1937 WÜRZBURG DEPORTIERT 1941 RIGA ERMORDET                                                          |      |
| Alte Ludwigsstädter Straße 5 (Standort)    | Helene Böhm        | Helene „Hella“ Böhm wurde am 17. August 1923 in Bamberg geboren. Bis zu ihrem zehnten Lebensjahr lebte sie mit ihren Eltern Bernhard und Hedwig Böhm in Kronach, bevor diese Helene 1934 zu Verwandten nach Würzburg schickten, wo sie auch zur Schule ging. Helene konnte im Juni 1939 im Alter von 15 Jahren nach England emigrieren, wo sie später heiratete und den Namen Axelrad annahm. Sie kehrte nicht mehr nach Deutschland zurück. | 18. Juli 2018      | HIER WOHNTE HELENE BÖHM JG. 1923 UNFREIWILLIG VERZOGEN 1934 WÜRZBURG FLUCHT 1939 ENGLAND                                                                               |      |
| Bahnhofstraße 10 (Standort)                | Josef Mosbacher    | Josef Mosbacher wurde am 22. August 1872 in Kronach geboren. Seine Eltern waren der Kaufmann Zacharias Mosbacher und dessen Ehefrau Babette, geborene Schmitt. Am 19. Juni 1898 heiratete Josef Mosbacher die aus Bamberg stammende Sophie Koburger, die am 25. Juli 1875 als Tochter des Kaufmanns Abraham Koburger und dessen Frau Babette, geborene Gutherz, zur Welt gekommen war. Die Eheleute lebten mit dem gemeinsamen Sohn Ernst, der am 6. Februar 1900 geboren wurde, bei der Familie Mosbacher in der Bahnhofstraße 10. Sophie Mosbacher engagierte sich jahrelang in der Kronacher Ortsgruppe des Bayerischen Frauenvereins, ihr Ehemann Josef, der von Beruf Kaufmann war und zusammen mit seinem Bruder Ludwig einen Eisenwarenhandel führte, war privat unter anderem Mitglied der Kronacher Schützengesellschaft. Im Jahr 1934 zog das Ehepaar nach Nürnberg, von wo aus Josef und Sophie Mosbacher am 10. September 1942 nach Theresienstadt deportiert wurden. Laut offizieller Sterbeurkunden starb Sophie Mosbacher dort am 13. Februar 1943 an den Folgen einer Lungenentzündung, ihr Ehemann Josef am 26. Juli 1943 an einem Schlaganfall. | 18. Juli 2018      | HIER WOHNTE JOSEF MOSBACHER JG. 1872 DEPORTIERT 1942 THERESIENSTADT ERMORDET 26.7.1943                                                                                 |      |
| Bahnhofstraße 10 (Standort)                | Sophie Mosbacher   | Josef Mosbacher wurde am 22. August 1872 in Kronach geboren. Seine Eltern waren der Kaufmann Zacharias Mosbacher und dessen Ehefrau Babette, geborene Schmitt. Am 19. Juni 1898 heiratete Josef Mosbacher die aus Bamberg stammende Sophie Koburger, die am 25. Juli 1875 als Tochter des Kaufmanns Abraham Koburger und dessen Frau Babette, geborene Gutherz, zur Welt gekommen war. Die Eheleute lebten mit dem gemeinsamen Sohn Ernst, der am 6. Februar 1900 geboren wurde, bei der Familie Mosbacher in der Bahnhofstraße 10. Sophie Mosbacher engagierte sich jahrelang in der Kronacher Ortsgruppe des Bayerischen Frauenvereins, ihr Ehemann Josef, der von Beruf Kaufmann war und zusammen mit seinem Bruder Ludwig einen Eisenwarenhandel führte, war privat unter anderem Mitglied der Kronacher Schützengesellschaft. Im Jahr 1934 zog das Ehepaar nach Nürnberg, von wo aus Josef und Sophie Mosbacher am 10. September 1942 nach Theresienstadt deportiert wurden. Laut offizieller Sterbeurkunden starb Sophie Mosbacher dort am 13. Februar 1943 an den Folgen einer Lungenentzündung, ihr Ehemann Josef am 26. Juli 1943 an einem Schlaganfall. | 18. Juli 2018      | HIER WOHNTE SOPHIE MOSBACHER GEB. KOBURGER JG. 1875 DEPORTIERT 1942 THERESIENSTADT ERMORDET 13.2.1943                                                                  |      |
| Bahnhofstraße 13 (Standort)                | Ludwig Mosbacher   | Ludwig Mosbacher kam am 23. Januar 1874 als Sohn des Kaufmanns Zacharias Mosbacher und dessen Ehefrau Babette, geborene Schmitt, in Kronach zur Welt. Er heiratete 1898 die am 19. September 1876 in Ober Heiduk, heute Chorzów in Polen, geborene Luise Ernestine Kamm. Das Ehepaar hatte drei Kinder: Emmy (geboren am 13. April 1899), Else (geboren am 19. Juli 1900) und Kurt (geboren am 20. Mai 1907). Gemeinsam mit seinem Bruder Josef betrieb Ludwig Mosbacher einen Eisenwarenhandel in der Bahnhofstraße 10. Ende April 1933 zogen die Eheleute nach Bamberg, wo zwei ihrer Kinder lebten. Dort wurde Ludwig Mosbacher am 10. November 1938 infolge des Novemberpogroms festgenommen und zeitweise im Landesgefängnis Bamberg inhaftiert. Ab 1939 wohnte das Ehepaar zwangsweise in einem „Judenhaus“, bevor es am 25. April 1945 in das Ghetto Krasnystaw deportiert wurde. Das weitere Schicksal von Luise und Ludwig Mosbacher und die Umstände ihrer Ermordung sind nicht bekannt. | 18. Juli 2018      | HIER WOHNTE LUDWIG MOSBACHER JG. 1874 DEPORTIERT 1942 KRASNYSTAW ERMORDET                                                                                              |      |
| Bahnhofstraße 13 (Standort)                | Luise Mosbacher    | Ludwig Mosbacher kam am 23. Januar 1874 als Sohn des Kaufmanns Zacharias Mosbacher und dessen Ehefrau Babette, geborene Schmitt, in Kronach zur Welt. Er heiratete 1898 die am 19. September 1876 in Ober Heiduk, heute Chorzów in Polen, geborene Luise Ernestine Kamm. Das Ehepaar hatte drei Kinder: Emmy (geboren am 13. April 1899), Else (geboren am 19. Juli 1900) und Kurt (geboren am 20. Mai 1907). Gemeinsam mit seinem Bruder Josef betrieb Ludwig Mosbacher einen Eisenwarenhandel in der Bahnhofstraße 10. Ende April 1933 zogen die Eheleute nach Bamberg, wo zwei ihrer Kinder lebten. Dort wurde Ludwig Mosbacher am 10. November 1938 infolge des Novemberpogroms festgenommen und zeitweise im Landesgefängnis Bamberg inhaftiert. Ab 1939 wohnte das Ehepaar zwangsweise in einem „Judenhaus“, bevor es am 25. April 1945 in das Ghetto Krasnystaw deportiert wurde. Das weitere Schicksal von Luise und Ludwig Mosbacher und die Umstände ihrer Ermordung sind nicht bekannt. | 18. Juli 2018      | HIER WOHNTE LUISE MOSBACHER GEB. KAMM JG. 1876 DEPORTIERT 1942 KRASNYSTAW ERMORDET                                                                                     |      |
| Friesener Straße 21 (Standort)             | Max Tannenbaum     | Max Markus Tannenbaum kam am 3. November 1879 in Mansbach zur Welt und zog 1908 nach Kronach, wo er die am 9. März 1884 in Friesen geborene Selma Lamm heiratete. Während des Ersten Weltkriegs diente Tannenbaum als Soldat an der Front und wurde hierfür mit mehreren Verdienstorden ausgezeichnet. Der gelernte Metzger betrieb eine Metzgerei in der Lucas-Cranach-Straße und einen Viehhandel, bis ihm die Betätigung als Viehhändler von den Nationalsozialisten 1935 untersagt wurde. Die Metzgerei musste er spätestens Ende 1938 schließen, da Juden ab dem 1. Januar 1939 das Betreiben von Einzelhandelsgeschäften und das Anbieten von Waren und Dienstleistungen untersagt war. Die Eheleute Selma und Max Tannenbaum, die das Anwesen Friesener Straße 21 zusammen mit ihren drei Kindern Frieda, Leo und Hanna bewohnten, wurden am 24. April 1942 mit einem Sammeltransport nach Bamberg gebracht und einen Tag später nach Polen deportiert, wo sie entweder im Ghetto Krasnystaw oder im Vernichtungslager Sobibor ermordet wurden. | 17. September 2017 | HIER WOHNTE MAX TANNENBAUM JG. 1879 DEPORTIERT 1942 KRASNYSTAW ERMORDET                                                                                                |      |
| Friesener Straße 21 (Standort)             | Selma Tannenbaum   | Max Markus Tannenbaum kam am 3. November 1879 in Mansbach zur Welt und zog 1908 nach Kronach, wo er die am 9. März 1884 in Friesen geborene Selma Lamm heiratete. Während des Ersten Weltkriegs diente Tannenbaum als Soldat an der Front und wurde hierfür mit mehreren Verdienstorden ausgezeichnet. Der gelernte Metzger betrieb eine Metzgerei in der Lucas-Cranach-Straße und einen Viehhandel, bis ihm die Betätigung als Viehhändler von den Nationalsozialisten 1935 untersagt wurde. Die Metzgerei musste er spätestens Ende 1938 schließen, da Juden ab dem 1. Januar 1939 das Betreiben von Einzelhandelsgeschäften und das Anbieten von Waren und Dienstleistungen untersagt war. Die Eheleute Selma und Max Tannenbaum, die das Anwesen Friesener Straße 21 zusammen mit ihren drei Kindern Frieda, Leo und Hanna bewohnten, wurden am 24. April 1942 mit einem Sammeltransport nach Bamberg gebracht und einen Tag später nach Polen deportiert, wo sie entweder im Ghetto Krasnystaw oder im Vernichtungslager Sobibor ermordet wurden. | 17. September 2017 | HIER WOHNTE SELMA TANNENBAUM GEB. LAMM JG. 1884 DEPORTIERT 1942 KRASNYSTAW ERMORDET                                                                                    |      |
| Friesener Straße 21 (Standort)             | Frieda Tannenbaum  | Frieda Tannenbaum wurde am 19. Mai 1909 in Kronach geboren. Sie verließ ihr Elternhaus im März 1930 und heiratete im folgenden Jahr den nichtjüdischen Schuhmacher Johann Weil, mit dem sie in Kronberg im Taunus lebte und einen gemeinsamen Sohn hatte. Im Zuge der Novemberpogrome wurde Frieda Weil zeitweise in „Schutzhaft“ genommen. Trotz ihres Lebens in einer sogenannten „privilegierten Mischehe“ drohte ihr Ende Mai 1943 erneut die Verhaftung durch die Gestapo, weshalb sie einen Suizidversuch unternahm. Frieda Weil kam in ein Krankenhaus in Frankfurt am Main, wo sie verhaftet wurde. Nach mehreren Wochen im Gefängnis wurde sie nach Auschwitz deportiert und dort am 10. Dezember 1943 ermordet. | 17. September 2017 | HIER WOHNTE FRIEDA TANNENBAUM VERH. WEIL JG. 1909 DEPORTIERT 1943 AUSCHWITZ ERMORDET 10.12.1943                                                                        |      |
| Friesener Straße 21 (Standort)             | Leo Tannenbaum     | Leo Tannenbaum wurde am 13. Mai 1913 geboren. Er erlernte wohl bei seinem Vater Max Tannenbaum das Metzgerhandwerk und unterstützte diesen zunächst im väterlichen Geschäft. Später besuchte er das Hachschara-Lager Gut Winkel bei Spreenhagen in Brandenburg, um sich auf die Auswanderung nach Palästina vorzubereiten. Die Ausreise gelang ihm im Oktober 1939. | 17. September 2017 | HIER WOHNTE LEO TANNENBAUM JG. 1913 FLUCHT 1939 USA |      |
| Friesener Straße 21 (Standort)             | Ernst Babtschinsky | Der am 5. Dezember 1921 in Berlin geborene Ernst Babtschinsky und die am 21. November 1920 in Kronach geborene Hanna Tannenbaum lernten sich wohl in einem Hachschara-Lager kennen. Die beiden heirateten am 7. Januar 1941 in Spreenhagen, die erhoffte Ausreise nach Palästina gelang ihnen jedoch nicht. Die Eheleute wurden am 19. April 1943 zusammen in das KZ Auschwitz deportiert, wo sie voneinander getrennt wurden. Ernst Babtschinsky wurde in Auschwitz die Häftlingsnummer „116940“ tätowiert. Er wurde später in das KZ-Außenlager Golleschau verlegt und musste 1945 einen sogenannten Todesmarsch zum KZ Sachsenhausen antreten. Später wurde er zunächst in das KZ Mauthausen und von dort in das KZ Gusen II in Oberösterreich gebracht, wo er im Mai 1945 von amerikanischen Truppen befreit wurde. Hanna Babtschinsky blieb fast zwei Jahre in Auschwitz. Anfang 1945 wurde sie nach Ravensbrück verlegt und überlebte ebenfalls. Hanna Babtschinsky kehrte am 17. Juli 1945 nach Kronach zurück, ihr Ehemann Ernst folgte am 16. August. Beide lebten mehrere Jahre in Kronach, bevor sie 1949 in die Vereinigten Staaten auswanderten. Ernst Babtschinsky starb dort im Jahr 1995, seine Frau im Jahr 2000. | 17. September 2017 | ERNST BABTSCHINSKY JG. 1921 DEPORTIERT 1943 AUSCHWITZ 1945 SACHSENHAUSEN MAUTHAUSEN, GUSEN II BEFREIT                                                                  |      |
| Friesener Straße 21 (Standort)             | Hanna Babtschinsky | Der am 5. Dezember 1921 in Berlin geborene Ernst Babtschinsky und die am 21. November 1920 in Kronach geborene Hanna Tannenbaum lernten sich wohl in einem Hachschara-Lager kennen. Die beiden heirateten am 7. Januar 1941 in Spreenhagen, die erhoffte Ausreise nach Palästina gelang ihnen jedoch nicht. Die Eheleute wurden am 19. April 1943 zusammen in das KZ Auschwitz deportiert, wo sie voneinander getrennt wurden. Ernst Babtschinsky wurde in Auschwitz die Häftlingsnummer „116940“ tätowiert. Er wurde später in das KZ-Außenlager Golleschau verlegt und musste 1945 einen sogenannten Todesmarsch zum KZ Sachsenhausen antreten. Später wurde er zunächst in das KZ Mauthausen und von dort in das KZ Gusen II in Oberösterreich gebracht, wo er im Mai 1945 von amerikanischen Truppen befreit wurde. Hanna Babtschinsky blieb fast zwei Jahre in Auschwitz. Anfang 1945 wurde sie nach Ravensbrück verlegt und überlebte ebenfalls. Hanna Babtschinsky kehrte am 17. Juli 1945 nach Kronach zurück, ihr Ehemann Ernst folgte am 16. August. Beide lebten mehrere Jahre in Kronach, bevor sie 1949 in die Vereinigten Staaten auswanderten. Ernst Babtschinsky starb dort im Jahr 1995, seine Frau im Jahr 2000. | 17. September 2017 | HIER WOHNTE HANNA BABTSCHINSKY GEB. TANNENBAUM JG. 1920 DEPORTIERT 1943 AUSCHWITZ 1945 RAVENSBRÜCK BEFREIT                                                             |      |
| Johann-Knoch-Gasse 8 (Standort)            | Frieda Lamm        | Ludwig Lamm kam am 19. April 1888 in Friesen zur Welt und zog mit seinen Eltern und seinen Geschwistern Selma, Therese und Josef 1889 nach Kronach. Dort besuchte er die Volksschule, bevor er während des Ersten Weltkriegs als Soldat diente. Nach dem Krieg heiratete Lamm die am 11. Februar 1890 in Sugenheim geborene Frieda Walter, mit der er zwei gemeinsame Kinder, Susanna und Siegfried, hatte. Ludwig Lamm war wie sein Vater als Viehhändler tätig und gründete zusammen mit seinem Bruder Josef in den 1920er Jahren die Viehhandlung „Gebrüder Lamm“, bevor ihm die Erlaubnis zum Viehhandel von den Nationalsozialisten 1936 entzogen wurde. Die Eheleute Ludwig und Frieda Lamm wurden am 25. April 1942 nach Polen deportiert, wo sie entweder im Ghetto Krasnystaw oder im Vernichtungslager Sobibor ermordet wurden. | 17. September 2017 | HIER WOHNTE FRIEDA LAMM GEB. WALTER JG. 1890 DEPORTIERT 1942 KRASNYSTAW ERMORDET                                                                                       |      |
| Johann-Knoch-Gasse 8 (Standort)            | Ludwig Lamm        | Ludwig Lamm kam am 19. April 1888 in Friesen zur Welt und zog mit seinen Eltern und seinen Geschwistern Selma, Therese und Josef 1889 nach Kronach. Dort besuchte er die Volksschule, bevor er während des Ersten Weltkriegs als Soldat diente. Nach dem Krieg heiratete Lamm die am 11. Februar 1890 in Sugenheim geborene Frieda Walter, mit der er zwei gemeinsame Kinder, Susanna und Siegfried, hatte. Ludwig Lamm war wie sein Vater als Viehhändler tätig und gründete zusammen mit seinem Bruder Josef in den 1920er Jahren die Viehhandlung „Gebrüder Lamm“, bevor ihm die Erlaubnis zum Viehhandel von den Nationalsozialisten 1936 entzogen wurde. Die Eheleute Ludwig und Frieda Lamm wurden am 25. April 1942 nach Polen deportiert, wo sie entweder im Ghetto Krasnystaw oder im Vernichtungslager Sobibor ermordet wurden. | 17. September 2017 | HIER WOHNTE LUDWIG LAMM JG. 1888 DEPORTIERT 1942 KRASNYSTAW ERMORDET                                                                                                   |      |
| Johann-Knoch-Gasse 8 (Standort)            | Siegfried Lamm     | Der am 22. Mai 1924 in Kronach geborene Siegfried Lamm lernte, nachdem jüdischen Schülern ab 1936 der Besuch öffentlicher Schulen verboten war, von seiner Mutter Frieda die englische Sprache. Ende Juni 1939 wanderte er im Alter von 15 Jahren nach England aus, wo Siegfried sich zunächst als Zeitungsjunge in London seinen Lebensunterhalt verdiente. Als britischer Soldat besuchte er 1946 seine Geburtsstadt Kronach. Im Jahr 1949 siedelte Lamm in die Vereinigten Staaten über, wo er seinen Namen in Fred änderte und eine aus Wien stammende Frau heiratete, mit der er zwei gemeinsame Kinder hatte. Er starb 2005 mit 81 Jahren in Westwood, New Jersey. | 17. September 2017 | HIER WOHNTE SIEGFRIED ‘FRITZ’ LAMM JG. 1924 FLUCHT 1939 ENGLAND |      |
| Johann-Knoch-Gasse 8 (Standort)            | Susanna Lamm       | Susanna Lamm wurde am 26. Januar 1921 in Kronach geboren. Sie zog zum 1. Januar 1936 nach Nürnberg, um dort in einer Arztpraxis als Sprechstundenhilfe zu arbeiten. 1938 konnte sie im Alter von 17 Jahren in die Vereinigten Staaten auswandern, wo sie den aus Nürnberg stammenden Robert Geissenberger heiratete. Susanna Geissenberger starb 2008 in Scottsdale, Arizona. | 17. September 2017 | HIER WOHNTE SUSANNA ‘SUSI’ LAMM JG. 1921 UNFREIWILLIG VERZOGEN 1936 NÜRNBERG FLUCHT 1938 USA                                                                           |      |
| Kulmbacher Straße 21 (Standort)            | Hilda Lamm         | Josef Lamm kam am 17. Februar 1885 in Friesen zur Welt und zog 1889 zusammen mit seinen Eltern und seinen drei Geschwistern Selma, Therese und Ludwig nach Kronach. Nach dem Besuch der Volksschule diente er während des Ersten Weltkriegs als Soldat und wurde hierfür mit dem Ehrenkreuz für Frontkämpfer ausgezeichnet. Nach dem Krieg heiratete er die am 30. September 1885 in Burkhardsrieth geborene Hilda Loewy, mit der er zunächst im Haushalt des Schwiegervaters Benjamin Loewy in Weiden lebte. Im Jahr 1921 zog Josef zurück nach Kronach, wo er zusammen mit seinem Bruder Ludwig die Viehhandlung „Gebrüder Lamm“ gründete; ein Jahr später folgten seine Ehefrau und der gemeinsame Sohn Ernst Leopold. Im Jahr 1928 erbaute Josef Lamm das Wohnhaus der Familie in der Kulmbacher Straße, 1939 musste das Ehepaar dort zwangsweise die Geschwister Bamberger aufnehmen, denen auf Grundlage des „Gesetzes über Mietverhältnisse mit Juden“ ihre Mietwohnung in der Strauer Straße 2 entzogen worden war. Mit dem Entzug der Erlaubnis für den Viehhandel im Jahr 1936 war die Familie Lamm erwerbslos, weshalb ihr die Zwangsversteigerung drohte, da sie Kredite nicht mehr zurückzahlen konnte. Das Ehepaar Lamm wurde am 25. April 1942 in das Ghetto Krasnystaw deportiert und dort oder im Vernichtungslager Sobibor ermordet. | 17. September 2017 | HIER WOHNTE HILDA LAMM GEB. LOEWY JG. 1885 DEPORTIERT 1942 KRASNYSTAW ERMORDET                                                                                         |      |
| Kulmbacher Straße 21 (Standort)            | Josef Lamm         | Josef Lamm kam am 17. Februar 1885 in Friesen zur Welt und zog 1889 zusammen mit seinen Eltern und seinen drei Geschwistern Selma, Therese und Ludwig nach Kronach. Nach dem Besuch der Volksschule diente er während des Ersten Weltkriegs als Soldat und wurde hierfür mit dem Ehrenkreuz für Frontkämpfer ausgezeichnet. Nach dem Krieg heiratete er die am 30. September 1885 in Burkhardsrieth geborene Hilda Loewy, mit der er zunächst im Haushalt des Schwiegervaters Benjamin Loewy in Weiden lebte. Im Jahr 1921 zog Josef zurück nach Kronach, wo er zusammen mit seinem Bruder Ludwig die Viehhandlung „Gebrüder Lamm“ gründete; ein Jahr später folgten seine Ehefrau und der gemeinsame Sohn Ernst Leopold. Im Jahr 1928 erbaute Josef Lamm das Wohnhaus der Familie in der Kulmbacher Straße, 1939 musste das Ehepaar dort zwangsweise die Geschwister Bamberger aufnehmen, denen auf Grundlage des „Gesetzes über Mietverhältnisse mit Juden“ ihre Mietwohnung in der Strauer Straße 2 entzogen worden war. Mit dem Entzug der Erlaubnis für den Viehhandel im Jahr 1936 war die Familie Lamm erwerbslos, weshalb ihr die Zwangsversteigerung drohte, da sie Kredite nicht mehr zurückzahlen konnte. Das Ehepaar Lamm wurde am 25. April 1942 in das Ghetto Krasnystaw deportiert und dort oder im Vernichtungslager Sobibor ermordet. | 17. September 2017 | HIER WOHNTE JOSEF LAMM JG. 1885 DEPORTIERT 1942 KRASNYSTAW ERMORDET |      |
| Kulmbacher Straße 21 (Standort)            | Ernst Leopold Lamm | Ernst Leopold Lamm wurde am 4. Januar 1921 in Weiden geboren. Er besuchte zunächst die Realschule, verließ diese jedoch 1935 und begann eine Lehre als Textilkaufmann. Zum 31. August 1936 zog er nach München. Drei Jahre später gelang ihm über die Niederlande die Ausreise nach England, von wo er 1945 nach Palästina auswanderte. | 17. September 2017 | HIER WOHNTE ERNST LEOPOLD LAMM JG. 1921 UNFREIWILLIG VERZOGEN 1936 MÜNCHEN FLUCHT 1939 PALÄSTINA                                                                       |      |
| Kulmbacher Straße 21 (Standort)            | Ernst Loewy        | Ernst Loewy wurde am 28. Februar 1927 in Freiburg im Breisgau geboren. Er kam am 17. Februar 1937 nach dem Tod seiner Eltern nach Kronach, wo er im Haushalt seiner Tante Hilda und ihres Ehemannes Josef Lamm in der Kulmbacher Straße 21 wohnte. Zum 8. Januar 1942 zog er nach Fürth, kehrte jedoch bereits zum 20. März 1942 nach Kronach zurück; die Gründe hierfür sind unklar. Zusammen mit seiner Pflegefamilie wurde er am 25. April 1942 in das Ghetto Krasnystaw deportiert und dort oder im Vernichtungslager Sobibor ermordet. Mit 15 Jahren war er das jüngste Opfer der Judenverfolgung in Kronach. | 17. September 2017 | HIER WOHNTE ERNST LOEWY JG. 1927 DEPORTIERT 1942 KRASNYSTAW ERMORDET                                                                                                   |      |
| Strauer Straße 2 (Standort)                | Ida Bamberger      | Ida Bamberger wurde als jüngstes von neun Kindern am 7. April 1886 in Kronach geboren. Nach dem Tod ihres Vaters zog sie zusammen mit ihrer Mutter in das Wohnhaus Strauer Straße 2. Ihr Bruder Simon Bamberger, dessen Haushalt die unverheiratete Ida führte, betrieb dort später jahrelang eine Arztpraxis. 1931 zog ihr älterer Bruder Theodor, der zeitweise in Nürnberg gelebt hatte, mit in die Mietwohnung seiner Schwester ein. Im April oder Mai 1939 mussten beide mit Inkrafttreten des „Gesetzes über Mietverhältnisse mit Juden“ die Wohnung in der Strauer Straße 2 verlassen und wurden zwangsweise im Wohnhaus der Viehhändlerfamilie Lamm in der Kulmbacher Straße 21 einquartiert. Am 24. April 1942 wurden die Geschwister in einem Sammeltransport nach Bamberg gebracht, von wo aus Ida am folgenden Tag nach Polen deportiert wurde; sie wurde dort entweder im Ghetto Krasnystaw oder im Vernichtungslager Sobibor ermordet. | 17. September 2017 | HIER WOHNTE IDA BAMBERGER JG. 1886 DEPORTIERT 1942 KRASNYSTAW ERMORDET                                                                                                 |      |
| Strauer Straße 2 (Standort)                | Theodor Bamberger  | Theodor Bamberger wurde am 21. Mai 1870 in Friesen geboren und zog im folgenden Jahr mit seinen Eltern nach Kronach, wo er die Realschule besuchte. Später lebte er als kaufmännischer Angestellter in Nürnberg, bevor er 1931 wieder nach Kronach zog, wo er zusammen mit seiner jüngeren Schwester Ida in der Strauer Straße 2 wohnte. Im April oder Mai 1939 mussten beide mit Inkrafttreten des „Gesetzes über Mietverhältnisse mit Juden“ ihre Mietwohnung verlassen und wurden zwangsweise im Wohnhaus der Viehhändlerfamilie Lamm in der Kulmbacher Straße 21 einquartiert. Am 24. April 1942 wurden Theodor und Ida Bamberger mit einem Sammeltransport nach Bamberg gebracht. Theodor wurde am 10. September 1942 zusammen mit den weiteren Geschwistern Fritz und Grete von Nürnberg aus zunächst in das KZ Theresienstadt gebracht und am 29. September weiter in das Vernichtungslager Treblinka transportiert, wo er ermordet wurde. | 17. September 2017 | HIER WOHNTE THEODOR BAMBERGER JG. 1870 DEPORTIERT 1942 THERESIENSTADT 1942 TREBLINKA ERMORDET                                                                          |      |
| Thüringer Straße 21 Gundelsdorf (Standort) | Julius Obermeier   | Julius Obermeier kam am 11. Oktober 1867 als Sohn des Kaufmanns David Obermeier und dessen Ehefrau Cäcilia, geborene Morgenroth, in Bamberg zur Welt. Dort heiratete er 1894 die Witwe Marie Margaretha Dessauer, geborene Kellermann. Im Jahr 1898 erwarb er in Gundelsdorf eine Ziegelei, die er in den folgenden Jahren stark erweiterte, sodass sie sich zu einem wichtigen Arbeitgeber in der Umgebung entwickelte. Bereits kurz nach der „Machtergreifung“ der Nationalsozialisten wurde der mittlerweile verwitwete Obermeier ab März 1933 mehrmals in „Schutzhaft“ genommen und schließlich zum Rückzug aus der Geschäftsleitung der Ziegelei gezwungen. Nach Inkrafttreten der Nürnberger Gesetze wurde Obermeier im März 1936 unter dem Vorwurf der „Rassenschande“ erneut verhaftet. Er starb am 14. April 1936 in seiner Zelle im Amtsgerichtsgefängnis in Kronach. Offizielle Todesursache war ein Herzleiden, wahrscheinlich verstarb Julius Obermeier jedoch an den Folgen von Misshandlungen. Auf dem Gelände der Ziegelei wurde in den letzten Jahren des Zweiten Weltkriegs ein Außenlager des Konzentrationslagers Flossenbürg errichtet. | 16. Juli 2022      | HIER WOHNTE JULIUS OBERMEIER JG. 1867 SEIT MÄRZ 1933 MEHRMALS VERHAFTET ‘SCHUTZHAFT’ MÄRZ 1936 SOG. RASSENSCHANDE GEFÄNGNIS KRONACH TOT 14.4.1936 UMSTÄNDE NIE GEKLÄRT |      |